# Alberto Moncayo
Alberto Moncayo Bernal (Cádiz, España, 23 de julio de 1991) es un piloto español de motociclismo.

## Biografía

### Inicios
Hizo su debut en 125cc en 2008 con la Derbi como un comodín, sin conseguir puntos. Corrió en el Gran Premio de España, Cataluña, Valencia y Portugal en 2009, una vez más como un comodín, con la Aprilia, sin conseguir puntos. En abril de 2010 se incorpora en el equipo Andalucía Cajasol, siendo el compañero de equipo de Danny Webb.

### Temporada 2011
En 2011, tras un mal inicio de Campeonato, en el Gran Premio de la República Checa, en el circuito de Brno, consiguió su primer podio, al quedar 3.º y a aventajar en pocas centésimas al también español Héctor Faubel, en una carrera que fue ganada por el alemán Sandro Cortese. Logró un final de campaña tremendo, puntuando en todas las carreras y logrando un 5.º y un 6.º en Australia y Valencia respectivamente. Su mal inicio de Campeonato le privó de luchar por metas mayores.

### Temporada 2012
Para la temporada 2012, ya en Moto3, Moncayo fichó por el equipo de Jorge Martínez Aspar, el Bankia Aspar Team, lo cual se propuso metas mayores. Tras una gran pretemporada donde rodó con los mejores, el equipo tuvo problemas con el chasis del motor en las primeras carreras, lo cual le hizo acabar 14.º en Catar. Luego en el Gran Premio de casa en Jerez, Moncayo logró acabar 7.º gracias a las inclemencias meteorológicas, donde casi la mitad de los pilotos se fueron al suelo. Los problemos volvieron en Estoril, donde el piloto andaluz salió 17.º tras una rotura del chasis del motor, y logró acabar en zona de puntos aunque en una discreta 14.º posición. Ya en Francia, en el circuito de Le Mans, los problemas de motor se solucionaron, y, Alberto logró su primer podio de la temporada al acabar 2.º en otro Gran Premio pasado por agua, lo que le confirma como un gran piloto en asfalto mojado. La carrera fue ganada por el local Louis Rossi, y tercero fue también el joven español Álex Rins. Tras cuatro posteriores carreras discretas, Jorge Martínez Aspar decidió prescindir el contrato de Alberto Moncayo, ante la mala temporada de este, y fue sustituido por el alemán Jonas Folger. Sin embargo, la lesión de Iván Moreno, le abrió la puerta de nuevo al Andalucía Team, con el que pudo acabar su discreta temporada. No corrió el Gran Premio de la Comunidad Valenciana y fue sustituido por Héctor Faubel, que también fue despedido del equipo de Aspar. Moncayo acabó en 17.º con 52 puntos

### Temporada 2013
Para la temporada 2013, el equipo Arguiñano-Ginés Racing lo ha incorporado a su plantilla, ascendiendo a Moto2.

## Resultados en el Campeonato del Mundo
Sistema de puntuación de 1993 hasta 2022:
| Posición | 1.º | 2.º | 3.º | 4.º | 5.º | 6.º | 7.º | 8.º | 9.º | 10.º | 11.º | 12.º | 13.º | 14.º | 15.º |
| Puntos   | 25  | 20  | 16  | 13  | 11  | 10  | 9   | 8   | 7   | 6    | 5    | 4    | 3    | 2    | 1    |

### Carreras por año
(Carreras en negrita indica pole position, carreras en cursiva indica vuelta rápida)
| Año  | Cat.   | Equipo   | 1      | 2       | 3       | 4      | 5       | 6       | 7      | 8       | 9       | 10     | 11     | 12     | 13     | 14      | 15      | 16     | 17     | Pos. | Pts. |
| ---- | ------ | -------- | ------ | ------- | ------- | ------ | ------- | ------- | ------ | ------- | ------- | ------ | ------ | ------ | ------ | ------- | ------- | ------ | ------ | ---- | ---- |
| 2008 | 125    | Derbi    | QAT    | SPA 25  | POR     | CHN    | FRA     | ITA     | CAT    | GBR     | NED     | GER    | CZE    | SMR    | IND    | JPN     | AUS     | MAL    | VAL    | -    | -    |
| 2009 | 125    | Aprilia  | QAT    | JPN     | SPA 22  | FRA    | ITA     | CAT 19  | NED    | GER     | GBR     | CZE    | IND    | SMR    | POR 18 | AUS     | MAL     | VAL 19 |        | -    | -    |
| 2010 | 125    | Aprilia  | QAT 13 | JPN 11  | SPA 6   | FRA 17 | ITA RIT | GBR 12  | NED 11 | CAT 13  | GER RIT | CZE 12 | IND 8  | SMR 13 | ARA 17 | MAL 12  | AUS RIT | POR 6  | VAL 11 | 13.º | 70   |
| 2011 | 125    | Aprilia  | QAT 7  | SPA 16  | POR RET | FRA 11 | CAT 15  | GBR RET | NED 15 | ITA 9   | GER 11  | CZE 3  | IND NS | SMR 11 | ARA 8  | JPN 7   | AUS 5   | MAL 9  | VAL 5  | 10.º | 94   |
| 2012 | Moto 3 | KTM      | QAT 14 | SPA 7   | POR 14  | FRA 2  | CAT 14  | GBR 15  | NED 19 | GER RET | ITA RET | IND 9  | CZE 12 | SMR 14 | ARA 13 | JPN RET | AUS 17  | MAL 18 | VAL    | 17.º | 52   |
| 2013 | Moto 2 | Speed Up | QAT 25 | AME RET | SPA 24  | FRA    | CAT     | ITA     | NED    | GER     | IND     | CZE    | GBR    | SMR    | ARA    | MAL     | AUS     | JPN    | VAL    | 28.º | 0    |